# ТГ-02
ТГ-02 (за ГОСТ 17147-80 або ВТУ № ЕУ-66-54 МХП, скорочення від «Паливо ГІПХ-02», також несекретна назва — «продукт Самін», також Tonka, Tonka-250) — пальне, що є сумішшю технічних ізомерних ксилідинів та технічного тріетиламіну 1:1 (за масою). Є легкорухливою маслянистою рідиною від жовтого до темно-коричневого кольору з характерним для жирних амінів запахом. За своїми токсикологічними характеристиками належить до третього класу небезпеки (ГДК становить 3 мг/м³).
Застосовують як компонент ракетного палива для рідинних ракетних двигунів (ракета Х-22 та інші), у парі з окислювачами на основі азотної кислоти, при контакті з якими самозаймається (тобто, вони утворюють гіперголічну пару).
Склад пального ТГ-02 розроблений ще в Німеччині в роки Другої світової війни та мав німецьку назву — «Тонка-250». Використовувався у низці крилатих, зенітних та балістичних ракет, а також на ракетах-носіях. Також розробили суміші «Тонка-500» (35 % октану, 20 % бензолу, у тому числі ксилол, 12 % ксилідина, 10 % аніліну, 10 % метил-вінілового ефіру, 8 % етиламіна, 5 % метиламіну) і R-Stoff (остання часто ототожнюється з пальним «Тонка-250», хоча містить інше співвідношення компонентів — 43 % триетиламіну та 57 % ксилідинів (вагове)).

## Фізичні властивості
- Щільність при 20°C: 0,835—0,855 г/см³
- Температура самозаймання: 380 °C
- Температура спалаху в закритому тиглі: −10 °C
- Температурні межі займання палива з повітрям:
  - нижня: −10 °C
  - верхня: 24 °C
- Концентраційні межі займання парів пального з повітрям:
  - нижня: об'ємна частка — 1 %
  - верхня: об'ємна частка — 6 %
- Масові частки:
  - триетиламіну (з діетиламіном): 50—52 %
  - ізомерних ксилідинів: 48—50 %
  - води: 0,20 %
  - механічних домішок: 0,003 %

## Гранично допустимі концентрації
- ГДК триетиламіну:
  - у повітрі робочої зони: 10 мг/м3
  - у повітрі населених місць: 0,14 мг/м 3 (максимально-разова та середньодобова)
- ГДК ксилідину:
  - у повітрі робочої зони: 3 мг/м3
  - у повітрі населених місць: 0,002 мг/м3 (середньодобова)